# Mărășești
Mărășești – miasto w Rumunii, w okręgu Vrancea, w Mołdawii. Leży w dolinie Seretu. Liczy 12 tys. mieszkańców (2003).
W mieście rozwinął się przemysł metalowy, chemiczny, drzewny, skórzany oraz spożywczy.
Latem i wczesną jesienią 1917 r., w czasie I wojny światowej, w rejonie Mărășești i w dolinie rzeki Putna oddziały armii rumuńskiej, walczącej już po stronie Ententy, odniosły pierwsze sukcesy bojowe w walkach ze zwycięskimi dotąd Niemcami. Walki te upamiętnia wielkie mauzoleum znajdujące się na skraju miasta, miejsce kultu patriotycznego Rumunów. Zbudowano je w latach 1923-1925. Na wysokiej, kamiennej podstawie wznosi się kolista budowla centralna, nakryta stożkowym dachem zwieńczonym masywnym krzyżem. Wewnątrz znajduje się szereg krypt z grobowcami poległych. W sąsiednim budynku mieści się niewielka ekspozycja z pamiątkami z czasu walk (m.in. interesujące zdjęcia archiwalne).
W Mărășești urodził się Milan I Obrenowić, książę Serbii w latach 1868–1882 i król Serbii w latach 1882–1889.